# Campionato nordamericano di rugby a 15 2016
Il campionato nordamericano di rugby 2016 (in inglese 2016 Rugby Americas North Championship) fu la 23ª edizione complessiva del campionato nordamericano di rugby a 15 organizzata dal Rugby Americas North, la confederazione continentale rugbistica centro-nordamericana.
La competizione funse quale primo turno delle qualificazioni americane alla Coppa del Mondo di rugby 2019.
La squadra vincente del torneo fu infatti ammessa al secondo turno continentale di qualificazione.
Il torneo fu aperto da uno spareggio preliminare tra Saint Vincent e Grenadine e Giamaica; questa fu anche, in assoluto, la prima partita dell'intero processo di qualificazione alla Coppa, e fu diretta dall'arbitro gallese Nigel Owens, direttore di gara, pochi mesi prima, della finale mondiale del 2015 in cui la Nuova Zelanda sconfisse 34-17 l'Australia.
Il titolo fu vinto per la prima volta dal Messico che sconfisse la Guyana nella finale disputata nella propria capitale; i messicani guadagnarono così il diritto di spareggiare contro i vincitori del campionato sudamericano B 2016 per tentare di avanzare nelle qualificazioni.

## Squadre partecipanti
| Nord         | Sud                       |
| ------------ | ------------------------- |
| Bahamas      | Barbados                  |
| Bermuda      | Giamaica                  |
| Isole Cayman | Guyana                    |
| Messico      | Trinidad e Tobago         |
|              | Saint Vincent e Grenadine |

## Fase a gironi

### Zona Nord
| Nassau 7 maggio 2016 | Bahamas | 3 – 39 referto                                                          | Messico | Winton Rugby Field (400 spett.) |
| mt 33’ Samano 48’ Marquez 60’ Reyes Conn 66’ Calderon Guillemot 83’ Carner tr 34’, 49’, 61’, 67’ Sanchez 42’ Baker c.p. 54’, 64’ Sanchez |         |                                                                         |         |                                 |
| |         |                                                                         |         |                                 |
| | mt      | 33’ Samano 48’ Marquez 60’ Reyes Conn 66’ Calderon Guillemot 83’ Carner |         |                                 |
| | tr      | 34’, 49’, 61’, 67’ Sanchez                                              |         |                                 |
| 42’ Baker | c.p.    | 54’, 64’ Sanchez                                                        |         |                                 |

| Arbitro: | Jamie Baum |

|                                         |      |               |
| 10’ Tokatokauanua 38’ Ormonde 43’ Wight | mt   | 51’ Hammerton |
| 10’ McDermott                           | tr   |               |
| 30’ McDermott                           | c.p. | 63’ Baker     |

| Arbitro: | Harry Mason |

| |      |             |
| 9’, 46’ Rodriguez 22’, 31’, 51’ Henning Morris 34’, 54’ Marquez 43’ Nadaud Del Castillo 53’, 81’ Pons 75’ Pierre | mt   | 15’ Edwards |
| 10’, 23’, 32’, 34’, 35’, 47’, 52’, 76’, 82’ Sanchez 54’ Marquez                                                  | tr   | 16’ Cole    |
| | c.p. | 5’ Edwards  |

| Hamilton 4 giugno 2016 | Bermuda | 30 – 13 referto       | Bahamas | National Sports Center |
| 15’, 78’ Burgess 38’ Perinchief-Leader 77’ Gibson mt 55’ Knowle 80’ Arthur 15’, 78’ Edwards tr 29’, 59’ Edwards c.p. 20’ Baker |         |                       |         |                        |
| |         |                       |         |                        |
| 15’, 78’ Burgess 38’ Perinchief-Leader 77’ Gibson                                                                              | mt      | 55’ Knowle 80’ Arthur |         |                        |
| 15’, 78’ Edwards | tr      |                       |         |                        |
| 29’, 59’ Edwards | c.p.    | 20’ Baker             |         |                        |

| Arbitro: | Miles McIvor |

|                                                                           |      |                  |
| 6’ Lum 16’, 26’ Wilson 28’ Westin 41’ Tokatokauanua 56’ Wight 74’ De Vere | mt   | 76’ Lamprecht    |
| 7’, 17’, 27’, 29’, 57’ Shelver 74’ McDermott                              | tr   |                  |
|                                                                           | c.p. | 13’, 20’ Edwards |

| Arbitro: | Shaun Bastic |

|                                                           |      |                           |
| 11’, 29’ Pons 16’ Samano 22’ Henning Morris 53’ Arredondo | mt   | 5’, 61’ Wilson 76’ Westin |
| 17’, 30’, 54’ Sanchez                                     | tr   | 6’, 52’, 77’ McDermott    |
| 3’ Sanchez                                                | c.p. | 47’ McDermott             |

#### Classifica
|  | Classifica   | G | V | N | P | PF  | P-  | diff. | BM | BS | PT |
|  | ------------ | - | - | - | - | --- | --- | ----- | -- | -- | -- |
|  | Messico      | 3 | 3 | 0 | 0 | 148 | 37  | +111  | 3  | 0  | 15 |
|  | Isole Cayman | 3 | 2 | 0 | 1 | 91  | 53  | +38   | 1  | 0  | 9  |
|  | Bermuda      | 3 | 1 | 0 | 2 | 51  | 135 | -84   | 1  | 0  | 5  |
|  | Bahamas      | 3 | 0 | 0 | 3 | 24  | 89  | -65   | 0  | 0  | 0  |

### Zona Sud
| Arbitro: | Nigel Owens |

|  |    |                                                                              |
|  | mt | 3’ Miller 10’ Thomas 22’ Groves 35’ Smith 49’ Richards 59’, 67’, 73’ Grayson |
|  | tr | 4’, 11’, 50’ Groves 60’ Scott                                                |

| Arbitro: | Haylee Slaughter |

|                                                                       |      |                              |
| 9’, 32’, 40+2’ Corbin 24’ Cummings 39’ Schroeder 63’ Adonis 74’ Parks | mt   | 29’, 47’ Faggiani 69’ Clarke |
| 25’, 33’, 40’, 40+3’, 64’ Gonsalves                                   | tr   | 70’ Carter                   |
| 6’ Gonsalves                                                          | c.p. |                              |

| Arbitro: | Jorge Rodriguez |

|                                                                |    |                       |
| 16’, 48’ Quashie 18’ Doyle 22’ Frederick 40’ Pantor 80’ Walker | mt | 72’ Baker 75’ Smith   |
| 40’ Alleyne 48’ Pantor                                         | tr | 72’ Hylton 75’ Thomas |

| Arbitro: | John Stevens |

|            |    |                                                           |
| 75’ Millar | mt | 3’, 23’, 43’, 68’ Silverthorn 18’, 53’ Phillip 80’ Joseph |
|            | tr | 24’ Guerra 80+1’ Clark                                    |

| Arbitro: | Michael Jones |

|                                     |      |           |
| 39’ Adonis 42’ Mayers 51’, 75’ King | mt   | 3’ Miller |
| 33’ Gonsalves                       | c.p. |           |

| 18 giugno 2016 | Barbados | 20 – 0 | Giamaica |  |

| Arbitro: | David Sherwin |

|                                        |      |                             |
| 39’ Phillip 49’ Frederick 60’ Richards | mt   | 34’, 79’ McKenzie 43’ Butts |
|                                        | tr   | 43’, 79’ Adonis             |
| 68’ Pantor                             | c.p. | 6’ Gonsalves                |

#### Classifica
|  | Classifica        | G | V | N | P | PF | P- | diff. | BM | BS | PT |
|  | ----------------- | - | - | - | - | -- | -- | ----- | -- | -- | -- |
|  | Guyana            | 3 | 3 | 0 | 0 | 93 | 40 | +53   | 2  | 0  | 14 |
|  | Trinidad e Tobago | 3 | 2 | 0 | 1 | 91 | 41 | +50   | 2  | 1  | 11 |
|  | Barbados          | 3 | 1 | 0 | 2 | 42 | 87 | -45   | 1  | 0  | 5  |
|  | Giamaica          | 3 | 0 | 0 | 3 | 19 | 77 | -58   | 0  | 0  | 0  |

## Finale
| Arbitro: | Jim Rogers |

|                                                      |      |              |
| Henning Morris 35’ Loredo 60’ Rodríguez 63’ Suro 80’ | mt   |              |
| Sánchez 35’ Carner 60’, 80’                          | tr   |              |
| Sánchez 19’, 48’                                     | c.p. | 2’ Gonsalves |